# William Ogilby
Pour les articles homonymes, voir Ogilby.
William Ogilby est un juriste et un naturaliste irlandais, né en 1808 et mort en 1873.

## Biographie
Diplômé du Trinity College de Cambridge, Ogilby est le secrétaire honoraire de la Zoological Society of London de 1839 à 1846. Il décrit de nombreuses espèces provenant d'expéditions en Europe et dans les colonies dans la revue Magazine of Natural History. Il est secrétaire honoraire de la Société zoologique de Londres de 1839 à 1846, fonction qu'il abandonne lorsqu'il devient magistrat à County Tyrone en Irlande. Son ami, Leonard Jenyns (1800-1893), décrit dans les Annals of Natural History, des espèces d'Ogilby récoltées en Allemagne. Son fils est le zoologiste James Douglas Ogilby (1853-1925).

## Source
- (en) Gordon R. McOuat (1996). Species, Rules and Meaning: The Politics of Language and the Ends of Definitions in 19th Century Natural History, Studies in History and Philosophy of Science, 27 (4) : 473-519.